# 1070
1070 (MLXX) fue un año común comenzado en viernes del calendario juliano.

## Acontecimientos
- Se crea la población de Fucking, Austria, una de las más famosas del mundo debido a su tan peculiar nombre.
- Comienza la construcción del Castillo de Windsor, el cual permanece en uso hasta nuestros días.

## Nacimientos
- Ponce II, conde de Ampurias.
- Yehuda ha Leví - Poeta judío español.

## Fallecimientos
- Said Al Andalusi, Cadí de Al-Ándalus (n. 1029).